# Рогальский, Адам
А́дам Рога́льский (пол. Adam Rogalski; 8 ноября 1800, Вильно — 3 марта 1843, Варшава) — польский поэт, журналист, редактор, издатель, воспитанник Виленского университета.

## Биография
Родился 8 ноября 1800 года в семье помещика. Окончил Императорский Виленский университет. Студентом статьи и стихи публиковал в местных периодических изданиях „Tygodnik Wileński” и „Dziennik Wileński”. 
С 1823 года служил в Санкт-Петербурге, где к 1830 году дослужился до титула титулярного советника. Общался с жившими в столице выходцами из родных краёв Фаддеем Булгариным, Франциском Малевским, Миколаем Малиновским, Юзефом Олешкевичем, Александром Орловским,  Юзефом Пржецлавским, Валентием Ваньковичем, Адамом Мицкевичем.
Перевёл прозой и издал в 1826 году поэму А. С. Пушкина «Бахчисарайский фонтан» с обширным предисловием, в котором дал восторженную оценку поэзии русского поэта и обзор его творчества, включая незадолго до того появившиеся первые главы «Евгения Онегина».
В 1830—1831 годах в Санкт-Петербурге издавал и редактировал еженедельную польскую сатирическую газету „Bałamut Petersburski“.
В конце 1831 годах перебрался в Варшаву, где и умер 3 марта 1843 года.